# عبد الله بن عبد الرحمن البارقي
عبد الله بن عبد الرحمن البارقي الازدي ، شاعر من قبيلة بارق أحد شعراء العصر الجاهلي،  كان شديد الفخر بقومة الازد ذكره الهمداني.  شقيق الصحابي الجليل أبيض بن عبد الرحمن البارقي ويعتقد أنه والد التابعي المشهور علي بن عبد الله البارقي الأزدي.

## النسب
عبد الله بن عبد الرحمن بن النعمان بن الحارث بن عوف بن  بن عمرو بن سعد بن ثعلبةَ كنانة البارقي بن بارق  بن عدي بن حارثة بن عمرو مزيقياء بن عامر ماء السماء بن حارثة الغطريف بن امريء القيس بن ثعلبة بن مازن بن الأزد.

## أشهر قصاده
ومن مما أُثر عنه قصيدته التي ذكر فيها افتراق الأزد ومساكنهم وأحوالهم وبها يستدل المؤارخين أحوال الازد في الجاهلية فقال: